# Гірські рідколісся Кухруду та Східного Ірану
Гірські рідколісся Кухруду та Східного Ірану або Лісостеп гір Кухруд і Кохбанан (ідентифікатор WWF: PA1009) — палеарктичний екорегіон гірських луків та чагарників, розташований в горах на території Іранського нагір'я, переважно на території Центрального і Східного Ірану, а також на південному заході Пакистану.

## Географія
Екорегіон гірських рідколісь Кухруду і Східного Ірану простягається на понад 800 км уздовж Середньоіранських гір, які простягаються з північного заходу на південний схід уздовж західного краю Іранського нагір'я, а також уздовж Східноіранських гір, розташованих на сході Ірану та на південному заході Пакистану. Середньоіранські гори складаються з гір Кухруд та Кухбанан, а також з інших гірських хребтів, зокрема з гір Каркас. Їхніми найвищими вершинами є гора Кух-е-Хазар висотою 4500 м та Шир-Кух висотою 4055 м. Східноіранські гори складаються з низки гірських хребтів, зокрема з гір Башагард . Їхніми найвищими вершинами є гора Базмен-Кух висотою 3490 м та гора Кух-е-Тефтан висотою 3941 м, розташовані на північний захід і північ від плато Серхед. Середня висота екорегіону становить 1788 м, а мінімальна — 594 м.
На більш низьких висотах Іранського нагір'я розташований екорегіон пустельних басейнів Центрального Ірану, який включає пустелю Деште-Лут, розташовану між Середньоіранськими та Східноіранськими горами. Екорегіон піщаної пустелі Регістану та Північного Пакистану розташований у Систанському басейні на схід від Східноіранських гір. Більш низькі та посушливі гори Мекран, розташовані на південь від екорегіону, входять до екорегіону Нубо-Синдських тропічних пустель та напівпусткль Південного Ірану.

## Клімат
В межах екорегіону переважає напівпосушливий клімат (BSk за класифікацією кліматів Кеппена). Середньорічна температура коливається від 15 до 18 °C. Максимальні температури в Кермані та Ісфагані становлять 44 °C і 41,2 °C відповідно, а мінімальні температури в цих містах становить -13,7 °C та -18 °C відповідно. Річна кількість опадів в Кермані становить 135 мм, в Єзді — 126 мм, в Кумі — 98 мм.

## Флора і фауна
Незважаючи на назву екорегіону, ліси покривають менше 1 % його площі. Близько 10 % екорегіону мають трав'янистий або чагарниковий покрив, решта  території покрита рідкісною рослинністю або повністю її позбавлена. Основними рослинними угрупованням екорегіону є лісостеп, в якому широко розставлені дерева або чагарники перемежовуються колючими подушкоподібними кущами та ділянками трав'янистої рослинності. В лісостепах екорегіону переважають фісташки (Pistacia) та мигдаль (Amygdalus). Більшість дерев в регіоні не досягають своєї максимальної висоти, а скоріше нагадують кущі; винятками є туполисті фісташки (Pistacia atlantica) та фісташки-хінджук (Pistacia khinjuk). Серед поширених в регіоні чагарників слід відзначити птеропірум (Pteropyrum) та повій (Lycium). Оскільки екорегіон охоплює ізольовані гірські хребти, кожен з них має унікальні флористичні особливості. Так, в горах Тафтан ростуть гаї вічнозелених кипарисів (Cupressus sempervirens), а в горах Каркас зустрічаються рідкісні волошки Гауби (Centaurea gaubae) та ендемічні каркаські кузинії (Cousinia karkasensis).
На гірських схилах екорегіону пасуться джейрани (Gazella subgutturosa), індійські газелі (Gazella bennettii), уріали (Ovis vignei) та безоарові козли (Capra aegagrus aegagrus). Тут мешкають такі хижі тварини, як азійський вовк (Canis lupus pallipes), барвистий кіт (Felis lybica ornata), манул (Otocolobus manul) та афганська лисиця (Vulpes cana). В кам'янистих передгір'ях зустрічаються рідкісні євразійські рисі (Lynx lynx) та дуже рідкісні азійські гепарди (Acinonyx jubatus venaticus). Також в регіоні мешкають різноманітні гризуни, зокрема ендемічні красави Хотсона (Calomyscus hotsoni). Іншими ендеміками екорегіону є керманські тонкопалі гекони (Cyrtopodion kirmanense) та лалежарські ящурки (Eremias lalezharica).

## Збереження
Оцінка 2017 року показала, що 2150 км², або 2 % екорегіону, є заповідними територіями. Природоохоронні території включають заповідник Калманд в Ірані.